# 內斯膜首鱈
內斯膜首鱈，為輻鰭魚綱鱈形目鼠尾鱈科的其中一種，分布於中西太平洋萬那杜海域，屬深海底棲性魚類，深度919-1000公尺，體長可達14.3公分，棲息在底層水域，生活習性不明。

## 扩展阅读
維基物種上的相關：內斯膜首鱈